# PTZ-камера

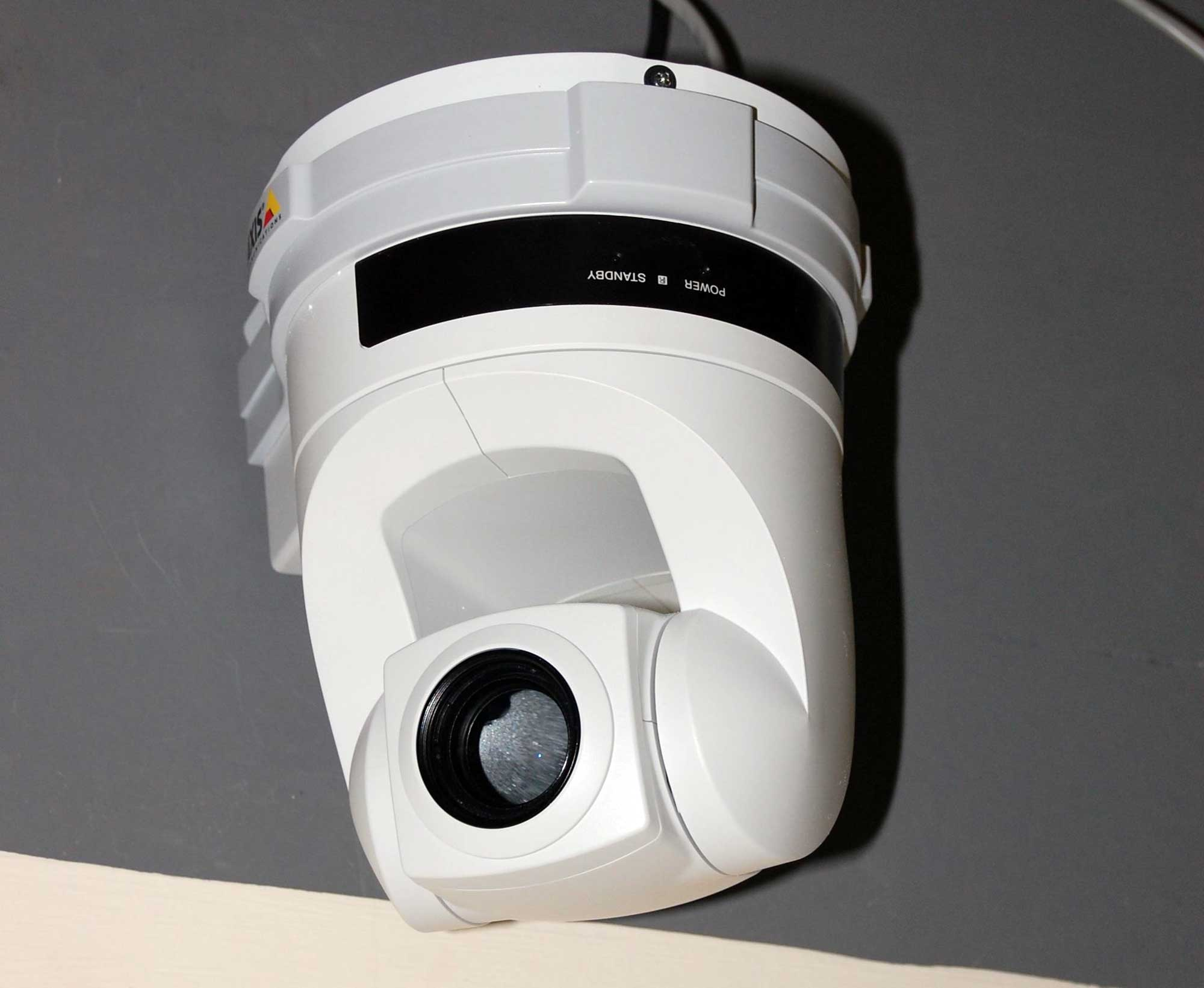
PTZ-IP-камера AXIS

Pan-tilt-zoom-камера (PTZ-камера) — камера, которая поддерживает удалённое управление направлением и увеличением.
В телевизионном производстве PTZ-управление используются на профессиональных студийных видеокамерах и называется системой роботизированного управления. Такими системами можно дистанционно управлять с помощью систем автоматизации. Системы PTZ-управления, как правило, продаются отдельно от самих камер.

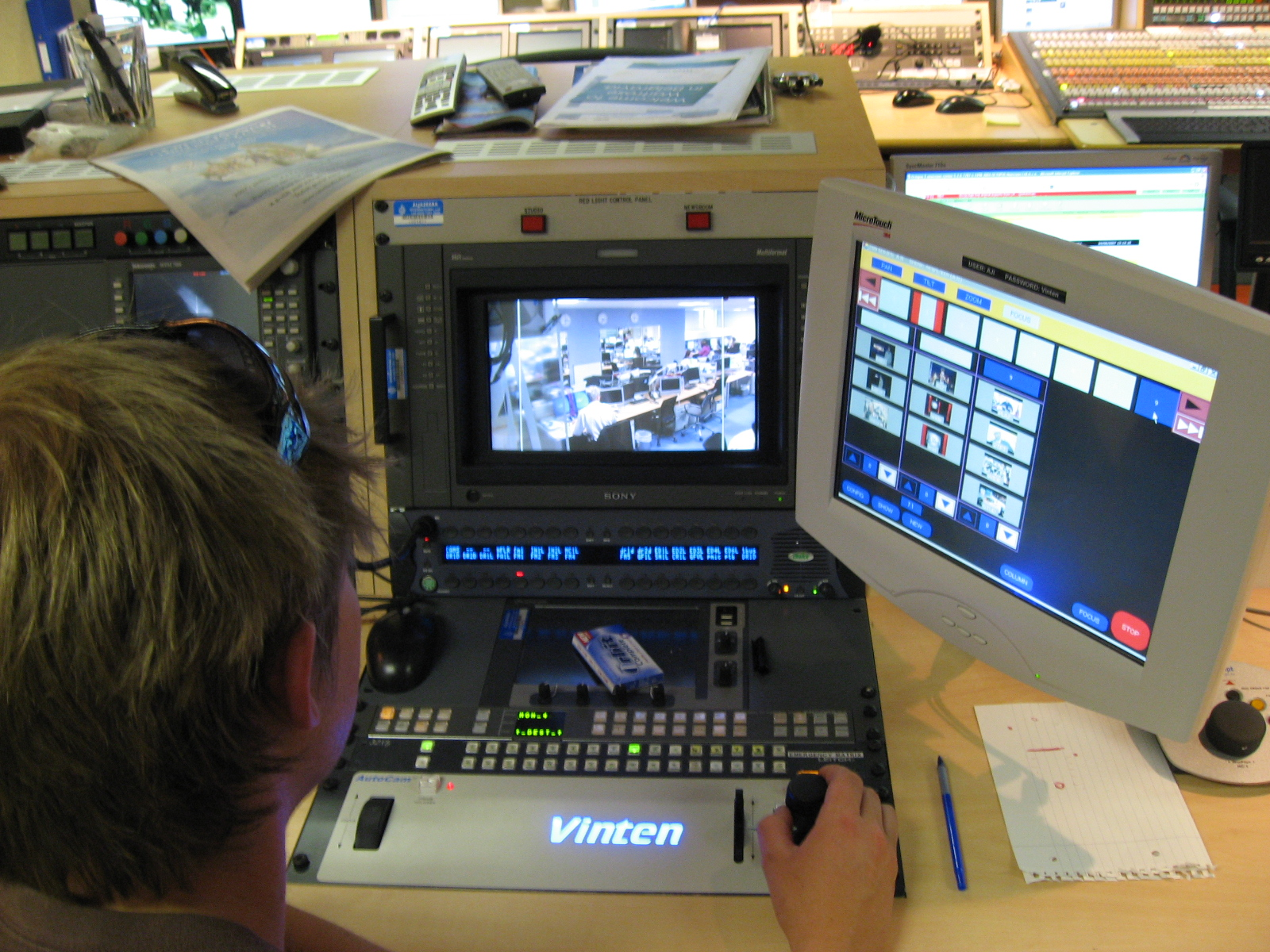
Пункт управления камерами в лондонской студии канала Al Jazeera

PTZ — это аббревиатура от панорамирования (pan), наклона (tilt) и зума (zoom), которая описывает возможности управления камерой. Есть и другой тип камер — ePTZ, в которых камера фиксируется на определённой части изображения и при этом не двигается. Камеры наблюдения этого типа часто подключают к цифровым видеорекордерам для управления движением и записью видео.

## Автоматическое слежение
Инновацией для PTZ-камер стала встроенная в прошивку программа, которая контролирует изменение пикселей в полученном изображении. Когда из-за движения в поле зрения камеры изменяются пиксели, камера может сфокусироваться на этом месте и попытаться переместить видоискатель в центр колебания пикселей. Этот процесс приводит камеру в движение. Программа позволяет камере оценить размеры движущегося объекта и его расстояние от камеры. После расчёта расстояния и размера объекта камера регулирует положение оптической линзы для того, чтобы стабилизировать размер колебания пикселей относительно общей площади просмотра. Как только движущийся объект покидает поле зрения камеры, она автоматически возвращается в предварительно запрограммированное или «исходное» положение, пока не зарегистрирует другие пиксельные изменения и описанный выше процесс не начнётся снова.

## Видеоконференцсвязь
PTZ-камеры активно используются при проведении видеоконференций, являясь необходимым атрибутом конференц-зала или переговорной комнаты. PTZ-камеру можно наводить как на конкретного выступающего во время видеоконференции, так и на весь конференц-зал с помощью оптического увеличения и блока сервоприводов.